# Aspidostemon glandulosum
Aspidostemon glandulosum är en lagerväxtart som beskrevs av J.G. Rohwer. Aspidostemon glandulosum ingår i släktet Aspidostemon och familjen lagerväxter. Inga underarter finns listade i Catalogue of Life.